# Adatmennyiség
Az adatmennyiség az a mennyiség, azaz mérőszám és mértékegység, amely a jelek számát méri valamely alapul választott jelrendszerben és a neki megfelelő mértékegységben. Szokásos egysége a bit, amely egy darab bináris jel adatmennyisége.
A bináris jel olyan jelfajta, amelyből kétféle van. Például 0 és 1, sötét pont és világos pont, igaz és hamis a bináris logikában. 
Az adatmennyiség azért tekinthető informatikai és jelelméleti szempontból hasznos fogalomnak, mert kellően általános, gyakorlatilag mindenféle (érzékelhető vagy csak eszközeinkkel mérhető) jel átalakítható digitális jellé, amely tovább kódolható bináris jellé lesz ezáltal, ez pedig bitekben vagy byte-okban már „egyszerűen” mérhető. Fontos megadni az átalakítás jellemzőit, pontosabban a digitalizálás paramétereit, (például kép esetében a felbontást és a színmélységet, amely a lehetséges színek számának kettes alapú logaritmusa) ezek arra jellemzőek, hogy az eredeti jelnek, jelhalmaznak, milyen pontosan, milyen hűen felel meg a digitális változata. Ez a pontosság lehet nagyon nagy, de mindig megadható egy észszerű korlát, amelynél nem kell nagyobb pontosság. Az adatmennyiségre jellemző általános használhatóság nem mondható el, például az információról (információmennyiségről), mégis lépten-nyomon használják.
Az adatmennyiség nagyobb egysége a byte, (B): 1 byte = 8 bit. Az eredeti, meghatározás szerint 1 byte lehet 8-nál több vagy kevesebb de adott számú, azaz rögzített hosszúságú bitsor is. Egyértelmű, ha megmondjuk, hogy melyik rendszerre gondolunk.
A gyakorlatban ennél nagyobb egységeket használunk. A byte többszöröseit nem decimális prefixumokkal - mint amilyen a kilo, mega, giga, terra... - hanem bináris prefixumokkal szokás megadni. Ezek 2 hatványaiként fejezhetők ki, és az elnevezésük is más.
Például 1 kibibyte = 1 KiB = 2^10 B = 1024 B;  1 mebibyte = 1 MiB = 2^20 B = 1024*1024 B; 1 gibibyte = 1 GiB = 2^30 B = 1024*1024*1024 B; és így tovább. A prefixumok részletesen megtalálhatóak például a byte szócikkénél.
Szokás a legkülönbözőbb háttértárak és memóriák kapacitását is a byte többszöröseivel mérni, hiszen a kapacitás elvileg a maximálisan tárolható adatmennyiséget jelenti.
Megemlítjük még az adatátvitel sebességét, helyesebben az adatáramot, amit bit/s (bps) egységben mérünk. Egy adatcsatorna valamely "keresztmetszetén" a másodpercenként átvitt adatmennyiséget adatáramnak nevezzük.
Egy tetszőleges szám ábrázolható kettes számrendszerben is, aminek az adatmennyisége annyi bit ahány bináris számjegyet használunk az ábrázolására. Kétségtelen, hogy az adatmennyiséget részben relativizálja az a tény, hogy a számok, és általában a jelek, digitális ábrázolása különböző pontossággal történhet. A problémát a következő példával szemléltetjük. Már egyetlen szám, például a Pí ábrázolása is - ha nem elégszünk meg a Pí közelítő értékével - ha azt végtelenül pontosan ábrázoljuk,  végtelen sok számjegyet, illetve bitet igényel, tehát végtelen adatmennyiséget. Ugyanez a probléma jelentkezik mindenféle analóg jel digitalizálása esetében is. A gyakorlatban azonban nincs szükségünk végtelen pontosságra (legtöbbször még nagyra sem).
A gyakorlatban mindig találhatunk egy megfelelő pontosságú, de nem túl sok bitet használó számábrázolást, illetve általánosan fogalmazva, jelábrázolást, amely számítógéppel jól kezelhető. Vegyük azt is észre, hogy ez a probléma csak a valóság és annak digitális ábrázolásának (leírásának, modellezésének) pontossága vonatkozásában jelentkezik ilyen élesen.
A karakterek digitalizálása elvileg egyszerű. Az adott jelrendszerben használatos minden karakternek egy bináris számsort  kell megfeleltetni, amit egy kódtáblázatban szokás leírni. Ha ezek a számsorok azonos hosszúságúak, akkor blokk kódról beszélünk. Például az ASCII (American Standard Codes for Information Interchange)kódtáblázat ilyen.
A digitalizálás, illetve az analógról a digitális technikára való átállás évtizedek óta zajlik. Példaként gondoljuk csak a papír alapú könyvek digitalizálására, vagy a televíziózás digitális átállására
Az adatmennyiséget sokan összetévesztették az információmennyiség fogalmával. Ebben nyilván az is szerepet játszott, hogy mindkét mennyiség egységét bit-tel jelöljük.